# Dzmitryj Wierchaucou
Dzmitryj Wierchaucou (biał. Дзмітрый Верхаўцоў, ros. Дмитрий Верховцов Dmitrij Wierchowcow) (ur. 10 października 1986 w Mohylewie) – białoruski piłkarz występujący na pozycji obrońcy. Reprezentant Białorusi. W swojej karierze grał w takich zespołach jak Naftan Nowopołock, Krylja Sowietow Samara, FK Ufa, Korona Kielce i Nioman Grodno.